# Centro direzionale di Fontivegge
Il Centro direzionale di Fontivegge (meglio noto come Palazzo Broletto) è un moderno complesso di edifici pubblici, commerciali e residenziali di Perugia, ubicato in Piazza Nuova (meglio conosciuta col vecchio nome di Piazza del Bacio) nel quartiere che si sviluppa attorno alla stazione ferroviaria di Fontivegge.

## Storia
Il Centro Direzionale della Regione Umbria è un complesso di edifici postmoderni chiamato anche Broletto perché avente la funzione di palazzo pubblico, come l’Arengo lombardo. Fu progettato nel 1983 dall’architetto designer di fama internazionale Aldo Rossi, in sostituzione di un altro megaprogetto del 1980, di cubatura ben superiore ma mai realizzato perché troppo oneroso. Fu voluto dall’amministrazione per riqualificare l’area, precedentemente occupata dagli edifici in degrado della fabbrica del cioccolato Perugina di cui il progetto, a tutela, ha mantenuto la vecchia ciminiera.

## Descrizione
Al centro del complesso architettonico si trova una grande piazza lastricata in laterizio e pietra che segue la pendenza naturale del terreno. Nel mezzo della piazza si trova una fontana dalle linee rette e monolitiche.  La piazza era stata inizialmente intitolata del Bacio in memoria del famoso cioccolatino Perugina: solo successivamente si è cambiato il nome in Piazza Nuova - in quanto avrebbe dato un nuovo volto a questo quartiere cittadino - che però nell'uso comune non trova ancora spazio.
Gli accessi principali alla piazza sono costituiti dalle due ampie scalinate, visibili dalla stazione ferroviaria, salendo le quali l'agorà si mostra in uno spazio metafisico che ricorda i progetti di città ideale del de Chirico anche perché poco frequentata. Alla sinistra, incastrato tra due blocchi razionalisti è un grande slanciato edificio che ha le sembianze di un tempio, di fronte al quale ci si sente quasi schiacciati. La facciata si presenta composta da una scalinata alla base e da un altissimo e lungo colonnato sormontato da un parallelepipedo con riquadri con al di sopra un timpano con orologio.

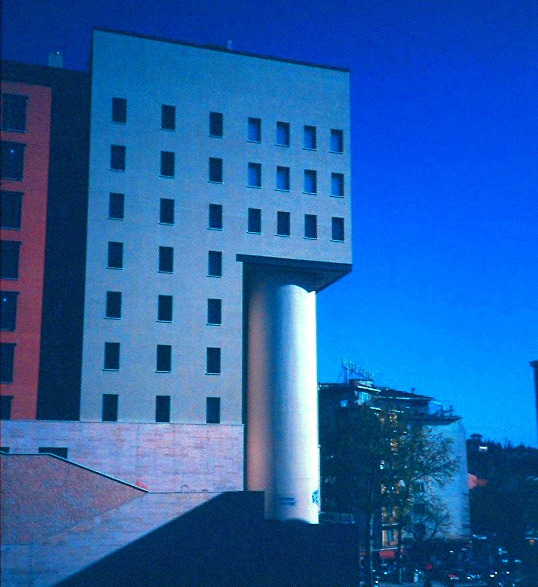
Angolo sud- est di Piazza Nuova

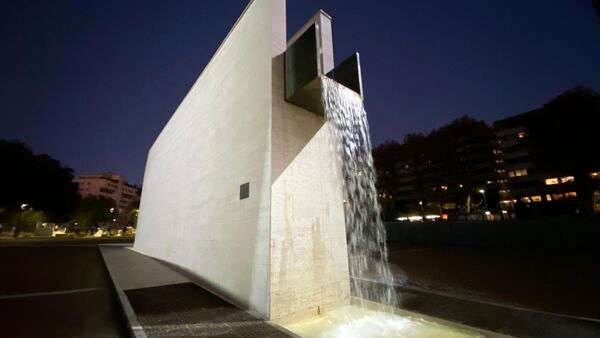
Fontana di piazza Nuova- Ado Rossi

Sul lato est parallelo a via Angeloni, la piazza è contornata da un edificio con portici con attività commerciali ai piani inferiori e nei piani superiori, come da progetto, edifici residenziali "..che, pur partecipando del nuovo centro urbano, possiedono una loro autonomia funzionale"
Una particolare attenzione, rilevabile nelle tavole del piano, è stata data alle comunicazioni o passaggi tra i comparti e le aree limitrofe: ponti metallici, sottopassi ecc.
L’edificio termina a sud con una gigantesca colonna cilindrica, di grande impatto visivo, incastonata nell'angolo.
Nel lato sud della piazza vi è un altro grande edificio destinato a centro commerciale ora occupato da una palestra e a piano terra, dal 2020, dalla prestigiosa Biblioteca delle Nuvole, con la sua raccolta di fumetti.
Il lato est sotto l'edificio pubblico "broletto" è stato adibito ad attività commerciali.
Il progetto, nonostante l’adozione di modelli architettonici estranei al contesto ambientale, ha adottato i materiali di costruzione tipici delle città umbre: travertino e laterizio, e ha curato la sua integrazione nel contesto urbano inserendo infrastrutture di collegamento dei nuovi edifici con le aree limitrofe: ponti metallici e sottopassi concepiti come strade interrate con illuminazione e aerazione naturali. Un ponte attraversa il viale Mario Angeloni unendo la piazza con un'area densissima di uffici ed enti pubblici. Un altro ponte, collocato vicino alla ciminiera, collega la piazza al vialetto che conduce alla Villa Buitoni posta sul pendio laterale a occidente.

## Progetto del teatro e del centro espositivo

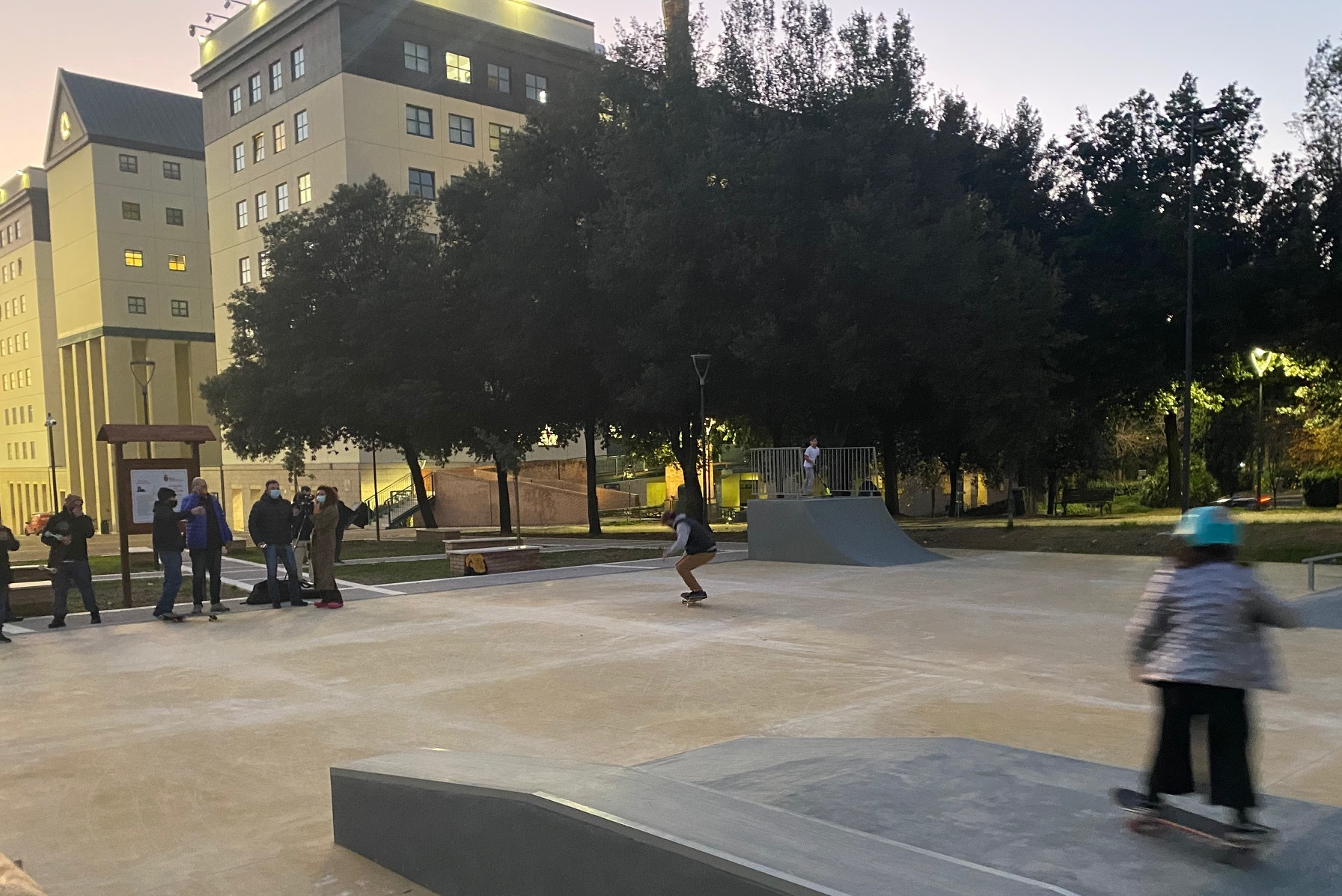
Inaugurazione dello skate park

Il progetto prevedeva che nella parte settentrionale fosse realizzato un teatro di forma conica, concepito come centro del quartiere, un edificio piccolo dal punto di vista dimensionale ma fulcro prospettico della piazza. Nel retro del teatro era poi previsto un grande spazio pubblico concepito come centro espositivo. Il progetto, non compiuto, avrebbe dato vita ad un nuovo polo urbano dove gli edifici pubblici, commerciali e residenziali che circondano la Piazza Nuova possano integrarsi tra loro. Al suo posto è rimasta una piccola area verde al centro della quale è stata collocata nel 1996 un'opera scultorea dal titolo " Lui sa", dedicata alla fondatrice della fabbrica Perugina: Luisa Spagnoli; l'autore è Bruno Ceccobelli, inizialmente voleva essere provvisoria, ma è rimasta in permanenza. È il profilo del volto, i cui occhi sono costituiti da fari. Nel 2020 laddove sarebbe dovuto sorgere il teatro di Rossi, il comune di Perugia ha realizzato uno skate park, al fine di rendere fruibile il luogo e sottrarlo quindi all'isolamento e al degrado.

## La ciminiera
La struttura in mattoni e ferro risalente ai primi anni del Novecento che si vede alla destra del centro direzionale è un reperto di archeologia industriale rimasto "com'era e dov'era": è una delle ciminiere della vecchia fabbrica del cioccolato Perugina, che in quegli anni costituiva la principale attività produttiva del perugino. Ha funzionato dal 1915 (anno in cui subentrò la produzione del cacao) fino al 1965, anno del trasferimento nel nuovo stabilimento IBP di San Sisto. La sua forma geometrica conica si rispecchiava, con altre dimensioni, nel progetto del teatro, non realizzato.
Nell'area della ciminiera è collocata una opera scultorea di Colombo Manuelli dedicata ad Antonio Gramsci, “Per Gramsci 1989″,  con l'intento di commemorare la storia del movimento operaio della città. Rappresenta un muro ad evocare il muro delle carceri gramsciane, nel muro è visibile una fessura, a rappresentare l’impossibilità di imprigionare le idee.